# Феї (мультфільм)
«Феї» (англ. Tinker Bell) — американський комп'ютерний анімаційний фільм 2008 року та перша частина франшизи «Феї Діснея», створений студією DisneyToon. Стрічка розповідає історію феї Дінь-Дінь, казкового персонажа, створеного Дж. М. Баррі у його п'єсі 1904 року «Пітер Пен, або Хлопчик, який не хотів рости», і представленого в анімаційному фільмі Діснея 1953 року «Пітер Пен» і його продовженні 2002 року «Повернення до Небувалії». Фільм вийшов на DVD та Blu-ray компанією Walt Disney Studios Home Entertainment 28 жовтня 2008 року. Продовження «Феї: Загублений Скарб» вийшло в 2009 році.
«Феї» — перший фільм Діснея, у якому Дінь-Дінь має репліки та акторку озвучення. Спочатку на роль була обрана акторка Бріттані Мерфі, перш ніж роль дісталася Мей Вітман. Фільм присвячений історії походження феї Дінь-Дінь до того, як вона зустріла Пітера Пена. Події відбувається у Долині Фей на Небувалії, де Дінь-Дінь знайде своє призначення та розкриє свій «талант».

## Виробництво
Фільм пройшов через два десятки сценаріїв і кількох режисерів. Стрічка була створена спільно з анімаційною компанією Prana Studios з Індії.
Вихід фільму, запланований на осінь 2007 року, був відкладений у зв'язку зі змінами персоналу в керівництві Disney. Згідно зі статтею у журналі Variety за червень 2007 року, Шерон Моррілл, голову відділу DisneyToons Direct-to-DVD з 1994 року, було звільнено з цієї посади через проблеми з фільмом, включаючи бюджет, який збільшився майже до 50 мільйонів доларів. Керівники Pixar Animation Studios Джон Лассетер і Ед Кетмелл отримали керівництво над Walt Disney Feature Animation після того, як Disney придбав Pixar на початку 2006 року, і хоча DisneyToons не перебуває під їхнім керівництвом, «кажуть, що вони дедалі більше беруть участь у роботі підрозділу». Повідомлялося, що Лассетер сказав, що на той час фільм був «практично неможливий для перегляду» і що це зашкодить як Walt Disney Feature Animation, так і лінійці Disney Consumer Products, яку він мав підтримувати. Морілла перевели в «спецпроєкти», і статус фільму був під серйозним сумнівом. Оглядач Disney Джим Хілл повідомив у той час, що ускладнення, пов’язані з цим фільмом, призвели до рішення про те, що Disney більше не буде випускати продовження своїх художніх фільмів прямо на DVD.

## Музика
Музику до фільму склав Джоел Макнілі, який записав музику з ансамблем із 88 учасників Голлівудської студії Symphony та кельтською скрипалькою, солісткою Маіред Несбітт на Sony Scoring Stage.

### Саундтрек
Саундтрек до фільму вийшов 14 жовтня 2008 року, за тиждень до виходу DVD, і містить пісні з фільму та натхненні ним. Крім партитури, єдиними треками у фільмі є обидві частини пісні «To the Fairies They Draw Near», «Fly to Your Heart» і «Fly With Me».
1. «To the Fairies They Draw Near» – Лоріна МакКенніт
2. «Fly to Your Heart» – Селена Гомес
3. «How to Believe» – Рубінове літо
4. «Let Your Heart Sing» – Кетрін Макфі
5. «Be True» – Джоната Брук
6. «To the Fairies They Draw Near, Part II» – Лоріна МакКенніт
7. «Shine» – Тіффані Джардіна
8. «Fly With Me» – Карі Кіммел
9. «Wonder of It All» – Скотті Хаскелл
10. «End Credit Score Suite» – Джоел Макнілі

Альбом із музикою Джоела Макнілі до фільму вийшов 22 липня 2013 року через Intrada Records у рамках спільної угоди з Walt Disney Records.
1. «Prologue»
2. «To the Fairies They Draw Near» – Лоріна МакКенніт
3. «A Child's Laughter» / «Flight to Pixie Hollow»
4. «Choosing a Talent»
5. «Tink Tours Pixie Hollow»
6. «Welcome to Tinker's Nook»
7. «Tinker Bell's New Home»
8. «Tink Meets the Other Fairies»
9. «The Lost Things Theme»
10. «Tink Meets Vidia and Finds Lost Things»
11. «Tinkering»
12. «Your Place is Here»
13. «Making Things»
14. «Tink Tries to be a Light Fairy»
15. «Teaching a Baby Bird to Fly»
16. «Hawk!»
17. «Tink Finds the Magic Box»
18. «Searching for Answers»
19. «Sprinting Thistles»
20. «Tink Feels Lost»
21. «Spring is Ruined»
22. «Rebuilding Spring»
23. «The Music Box Restored»
24. «To the Fairies They Draw Near, Part II» – Лоріна МакКенніт
25. «Tink Meets Wendy»
26. «Fly to Your Heart» – Селена Гомес

## Український дубляж
Фільм дубльовано компанією «Невафільм Україна» на замовлення «Disney Character Voices International» у 2008 році.
- Переклад і автор синхронного тексту — Тетяна Коробкова
- Режисер дубляжу — Алла Пасікова
- Звукорежисер — Дмитро Яковлев
- Музичний керівник — Світлана Заря
- Переклад пісень — Ганна Розіна
- Менеджер проєкту — Лариса Шаталова
- Звукомонтажер — Тетяна Гожікова

Ролі дублювали
- Марина Локтіонова — Дінь-Дінь
- Ольга Радчук — Королева Кларіон
- Тетяна Пиріжок — Розета
- Катерина Качан — Ірідеса
- Ганна Кузіна — Срібляночка
- Наталя Романько-Кисельова — Фауна
- Світлана Шекера — Відія
- Тетяна Антонова — Фея Мері
- Іван Оглоблін — Теренс
- Сергій Солопай — Бряц
- Іван Розін — Бобл

А також: Євген Малуха, Євген Локтіонов, Маргарита Рімек, Богдана Котеленець, Юлія Горюнова, Людмила Ардельян, Михайло Жонін.
Пісні
- «Поява нових фей» виконує — Юлія Горюнова.
- «Поява нових фей (реприза)» виконує — Юлія Горюнова.
- «Будь самим собою» виконує — Юлія Горюнова.
- «Лети за мрією» виконує — Юлія Горюнова.

Дитячий хор: Валентин Пархоменко, Олександр Сулійменко.

## Продовження
Вийшло п’ять сиквелів: «Феї: Загублений Скарб» (2009), «Феї: Фантастичний порятунок» (2010), «Турнір долини фей» (2011), «Феї: Таємниця магічних крил» (2012) і «Феї: Таємниця Піратського Острова» (2014). Навесні 2015 року вийшов ще один фільм «Феї і легенда загадкового звіра».